# Троттер (парк)
45°29′38.83″ пн. ш. 9°13′27.98″ сх. д. / 45.4941194° пн. ш. 9.2244389° сх. д.
Парк Троттер знаходиться в Мілані, зона 2, в районі Турро між вул. Падова та Джакоза. Назва походить від іподрому, що в період 1900 1924 р. був розташований на цій території і згодом був перенесений в Сан-Сіро. Серед флори парку — ялина, клен, айлант, береза, граб, кедр, бук, гінкго білоба, кінський каштан, в'яз, платан, дуб, робінія, тиса, липа, сосна.

## Історія

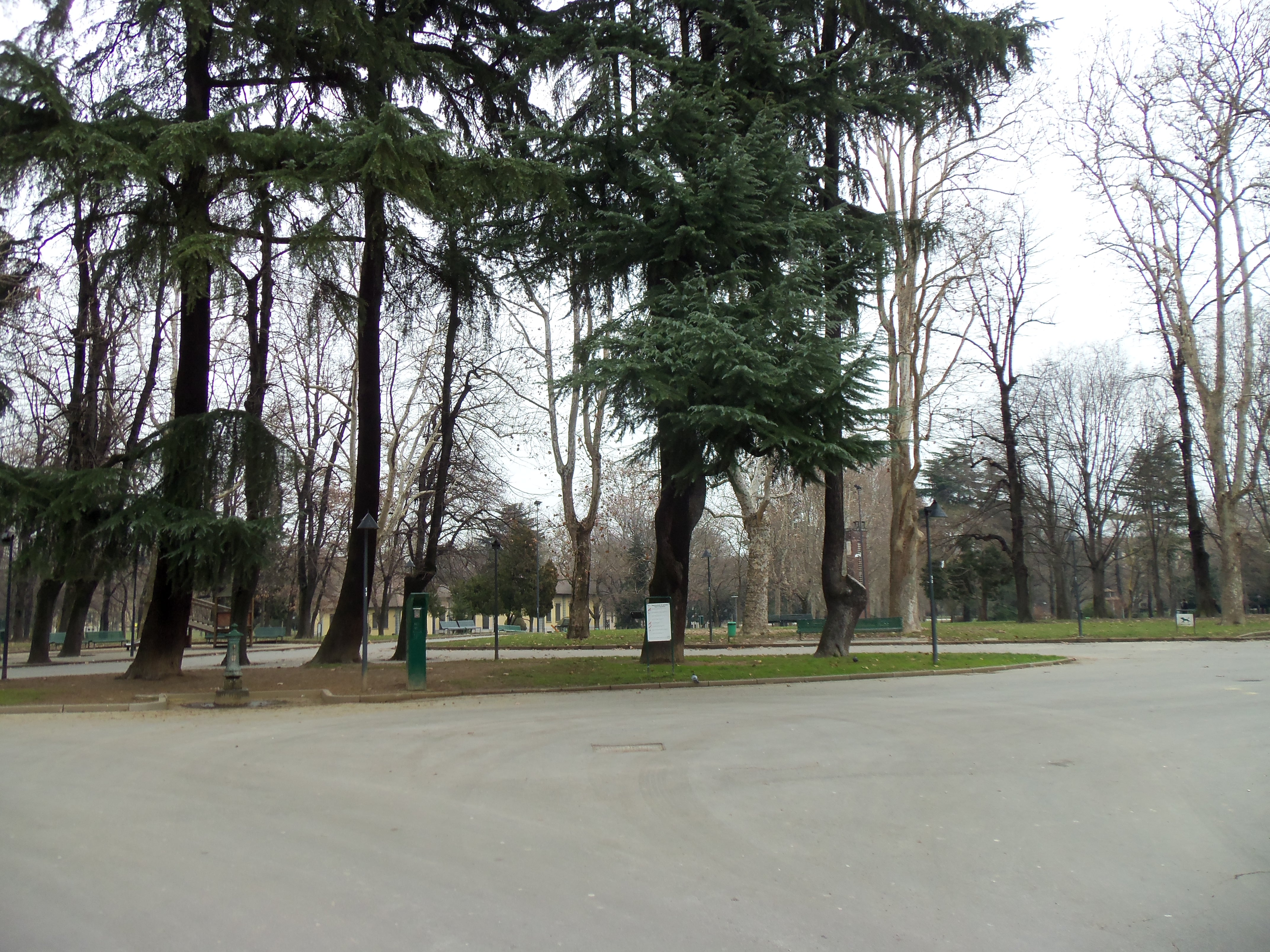
Тротер

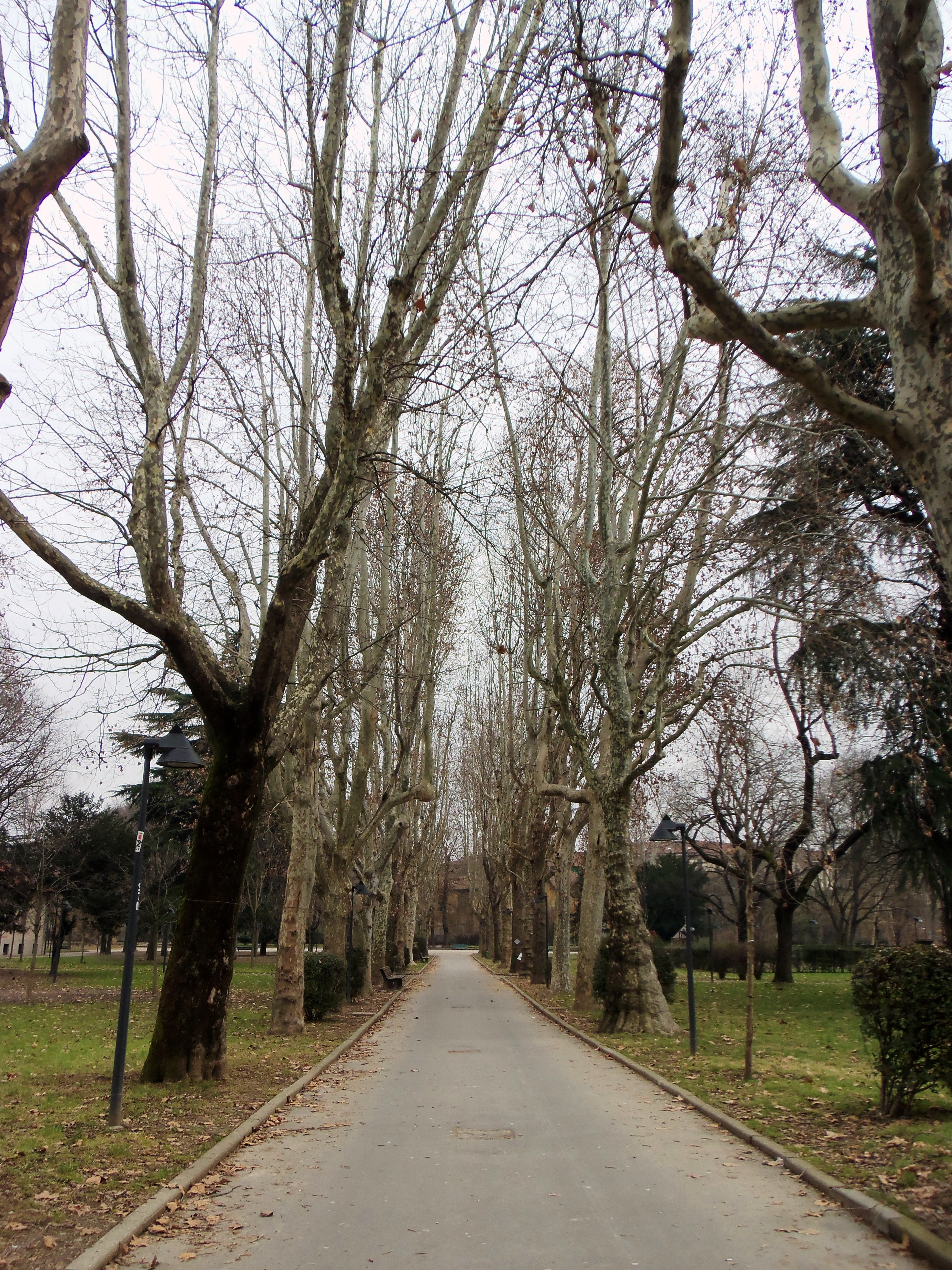

Згодом громада міста побудувала тут школу «Casa Del Sole» для дітей, хворих на туберкульоз. Зараз у школі (рівень elementare і media) навчаються діти 24 національностей. Також є дит. садок. Класи знаходяться в різних корпусах і розкидані по всьому парку. Перерви між уроками учні проводять в парку і навіть деякі освітні заходи проводяться під деревами.